# All Time Greatest Hits (Bee Gees-album)
Az All Time Greatest Hits című lemez a Bee Gees dalainak válogatáslemeze. Eredetileg Hollandiában jelent meg.

## Az album dalai
1. Massachusetts (Barry, Robin és Maurice Gibb) – 2:28
2. To Love Somebody (Barry és Robin Gibb) – 3:04
3. Spicks And Specks (Barry Gibb) – 2:50
4. Holiday (Barry és Robin Gibb) – 2:58
5. I Can't See Nobody (Barry és Robin Gibb) – 3:48
6. How Can You Mend A Broken Heart (Barry és Robin Gibb) – 3:57
7. Words (Barry, Robin és Maurice Gibb) – 3:18
8. I Started A Joke (Barry és Robin Gibb) – 3:12
9. Saved By The Bell (Robin Gibb) – 3:06
10. World (Barry, Robin és Maurice Gibb) – 3:14
11. New York Mining Desaster 1941 (Barry és Robin Gibb) – 2:14
12. I've Gotta Get A Message To You (Barry, Robin és Maurice Gibb) – 3:01
13. Tomorrow, Tomorrow (Barry és Maurice Gibb) – 4:07
14. First Of May (Barry, Robin és Maurice Gibb) – 2:49
15. Don't Forget To Remember (Barry és Maurice Gibb) – 3:28
16. When The Swallows Fly (Barry, Robin és Maurice Gibb) – 2:36
17. My World (Barry és Robin Gibb) – 3:59
18. Lonely Days (Barry, Robin és Maurice Gibb) – 3:48

## Közreműködők
- Bee Gees